# Матущенко Семен Юхимович
Матущенко (Матушенко) Семен Юхимович (30 травня 1924 — 22 вересня 1988) — учасник німецько-радянської війни, молодший сержант. Повний кавалер ордена Слави.

## Біографія
Народився 30 травня 1924 року в селі Банному ((нині м. Святогірськ, Слов'янський район Донецької області) в селянській родині. Українець. По закінченні середньої школи у 1941 році працював у колгоспі.
З початком німецько-радянської війни опинився на тимчасово окупованій території. У жовтні 1941 року вступив до Слов'янського партизанського загону під командуванням Карнаухова, був розвідником-провідником. За час перебування у загоні 18 разів брав участь у бойових операціях, за що був нагороджений медаллю «За бойові заслуги» (15.06.1945).
У лавах РСЧА з жовтня 1942 року.
Навідник 76-мм гармати полкової артилерійської батареї 223-го кавалерійського полку 63-ї кавалерійської дивізії 5-го гвардійського кавалерійського корпусу козак С. Ю. Матущенко в бою за селище Вільшана Київської (нині — Черкаської) області 3 лютого 1944 року разом із обслугою підбив 1 танк і знищив 4 вогневі точки супротивника. 29 лютого 1944 року нагороджений орденом Слави 3-го ступеня.
25 жовтня 1944 року поблизу населеного пункту Надькалло (Угорщина) під час відбиття контратаки ворога, обслуга викотила гармату на відкриту позицію і влучним вогнем підбила 2 танки й до взводу автоматників. Указом Президії Верховної Ради СРСР від 24 березня 1945 року молодший сержант Матущенко С. Ю. нагороджений орденом Слави 1-го ступеня.
За особисту мужність і відвагу, виявлені у боях з німецько-фашистськими загарбниками при визволенні міста Тиргу-Окна (Румунія) у серпні 1944 року, 13 лютого 1969 року нагороджений орденом Слави 2-го ступеня.
У 1945 році закінчив прискорені курси при Московському військово-політичному училищі. Брав участь в Параді Перемоги в Москві, на Червоній площі в червні 1945 року. Демобілізований у 1945 році. Мешкав у місті Слов'янську Донецької області. Працював теслею на меблевій фабриці.
Помер 22 вересня 1988 року.

## Нагороди
Нагороджений орденами Вітчизняної війни 1-го ступеня (06.04.1985), Слави трьох ступенів і медалями.